# Tabelle

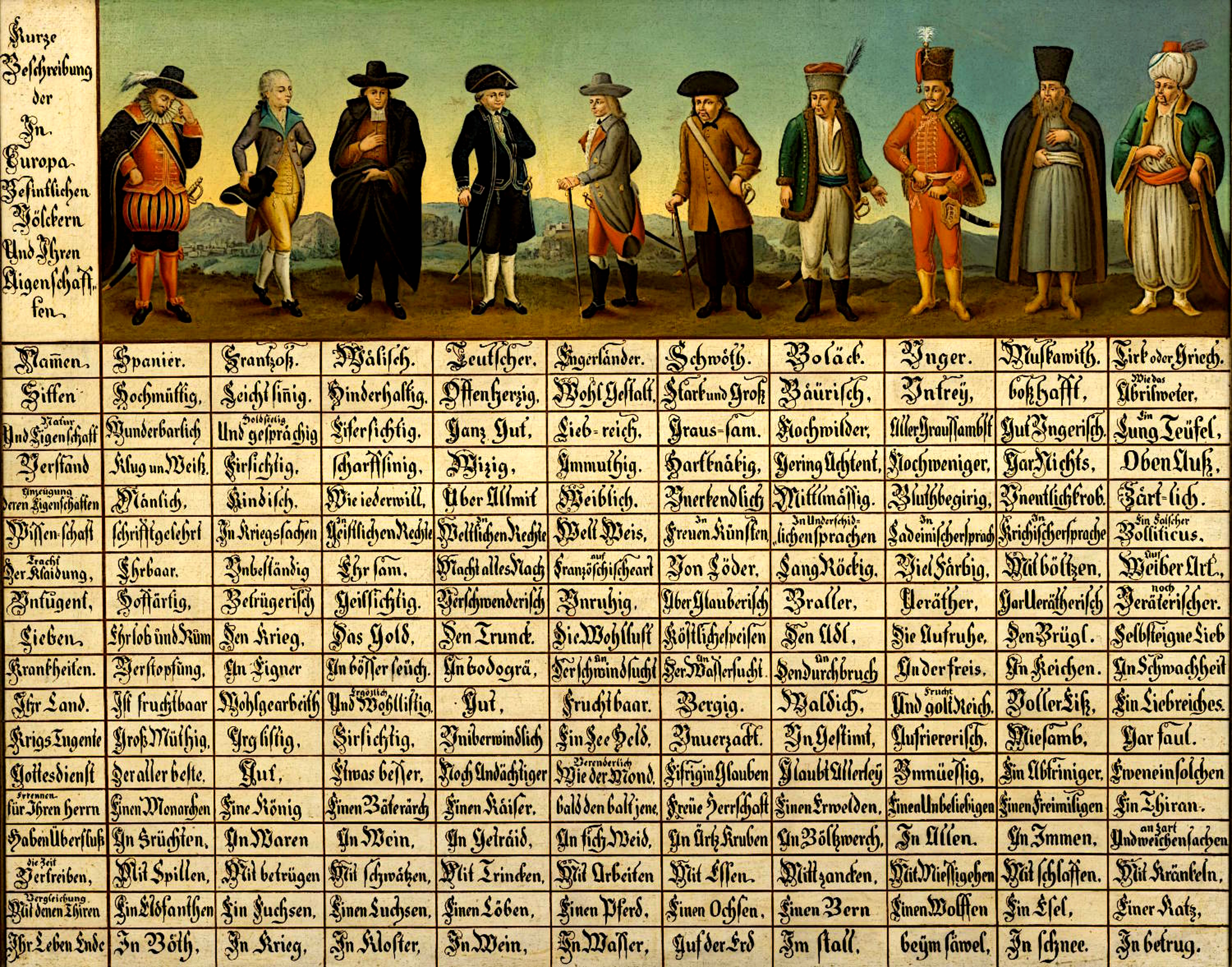
Die steirische Völkertafel (um 1725) ist eine tabellarische Aufstellung europäischer Völker

Eine Tabelle (aus lateinisch tabella wörtlich für „[das] Täfelchen“ und übertragen auch „[die] Tafel“) ist eine geordnete Zusammenstellung von Texten oder Daten. Die darzustellenden Inhalte werden dabei in Zeilen (waagerecht) und Spalten (senkrecht) gegliedert, die grafisch aneinander ausgerichtet werden. Man nennt die erste Spalte einer Tabelle Vorspalte, sofern sie den Inhalt der Felder der übrigen Spalten in derselben Zeile bezeichnet oder erläutert. Die ersten Zeilen einer Tabelle, die Erläuterungen zum Tabelleninhalt enthalten und/oder die Felder in den folgenden Zeilen der einzelnen Spalten bezeichnen oder erläutern, bilden den Tabellenkopf; besteht dieser nur aus einer Zeile, heißt diese Kopfzeile. Weiterhin bestehen Tabellen aus Tabellenfeldern (Zellen). Der Verweis auf ein Feld ist die Adressierung (Referenz).
Meist besteht ein semantischer Zusammenhang zwischen dem Inhalt einer Zelle und Zeile bzw. Spalte, in der er sich befindet.
1. Bei relationalen Datenbanken steht der Ausdruck Tabelle für eine Sammlung ähnlich strukturierter Daten, die technisch meist zusammengehörig gespeichert sind (siehe unter Datenbanktabelle).
2. Eine Tabellenkalkulation ist ein Computerprogramm, das primär zur Darstellung und Berechnung auch hypothetischer Zahlendaten in großem Umfang geeignet ist.
3. In der Aussagenlogik existieren Wahrheitstabellen, die verschiedene Operationen und ihre möglichen Ergebnisse übersichtlich darstellen.

Tabellen werden häufig in der Kommunikation, Forschung und Datenanalyse verwendet. Tabellen finden sich in Printmedien, handschriftlichen Notizen, Computersoftware, architektonischen Ornamenten, Verkehrsschildern und an vielen anderen Stellen. Die genauen Konventionen und die Terminologie zur Beschreibung von Tabellen variieren je nach Kontext. Außerdem unterscheiden sich Tabellen erheblich in ihrer Vielfalt, Struktur, Flexibilität, Notation, Darstellung und Verwendung. Im Sport dienen Tabellen der übersichtlichen Anordnung von teilnehmenden Mannschaften eines im Ligamodus ausgetragenen Wettbewerbs nach sportlicher Stärke; häufig ist der Tabellenführer der Abschlusstabelle der Gewinner des Wettbewerbs. 
Bekannte Tabellen sind etwa die Düsseldorfer Tabelle, das Periodensystem sowie die Bundesliga-Tabelle.

Periodensystem
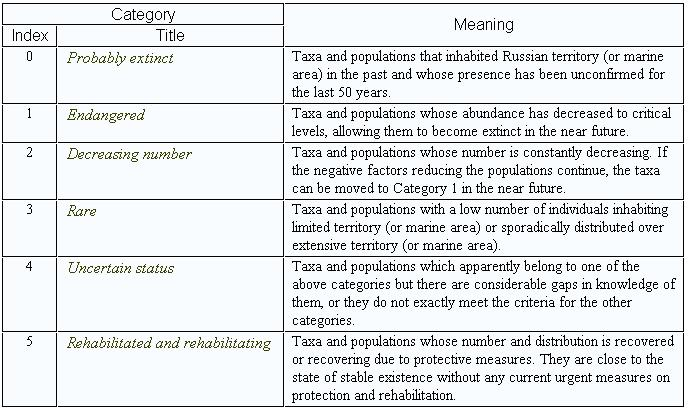
Tabelle der gefährdeten Arten
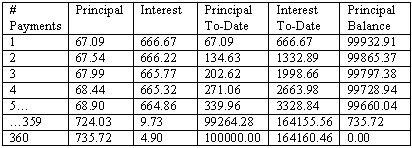
Datentabelle
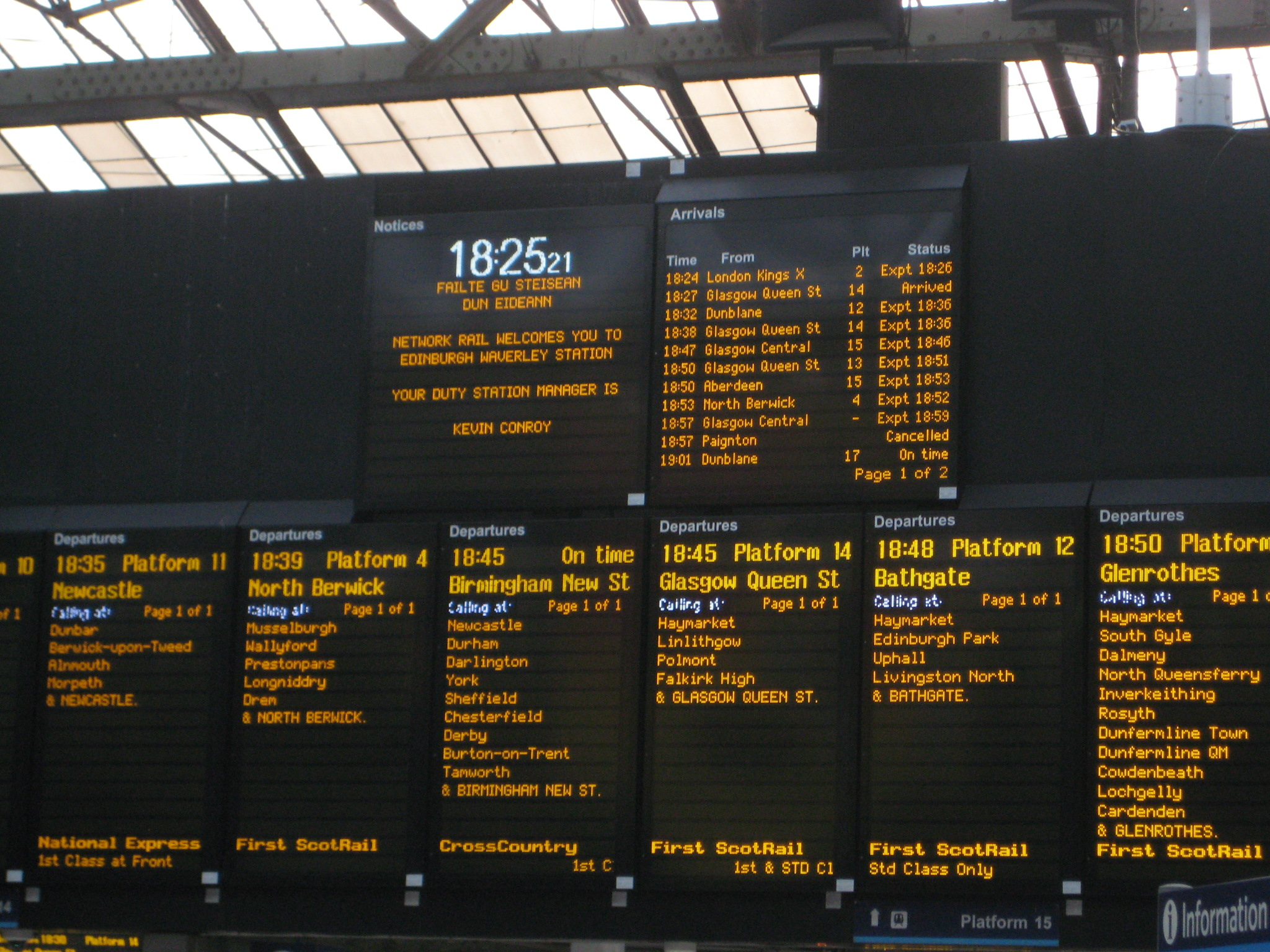
Fahrplantabelle
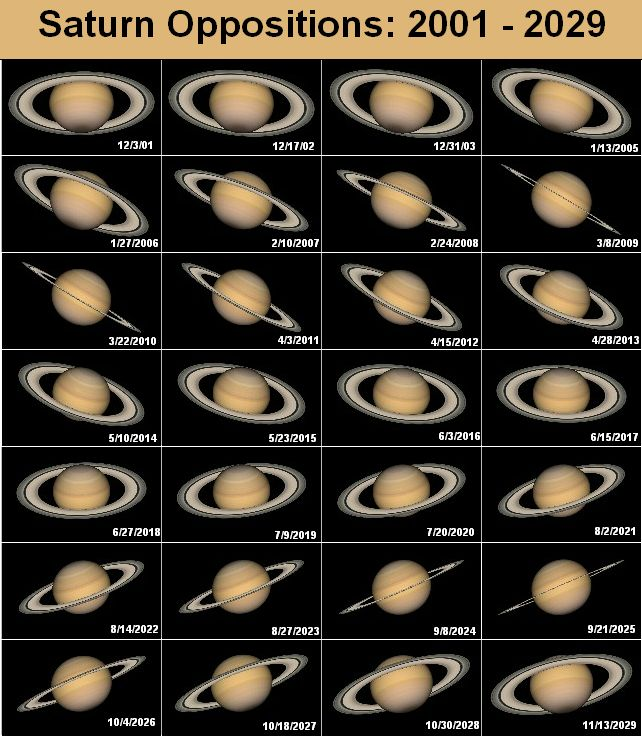
Saturnoppositionen
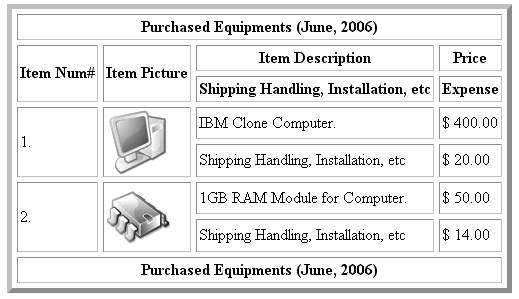
HTML-Tabelle

## Grundsätzlicher Aufbau
Eine Tabelle besteht aus einer geordneten Anordnung von Zeilen und Spalten. Dies ist eine vereinfachte Beschreibung der grundlegendsten Art von Tabelle. Aus dieser vereinfachten Beschreibung ergeben sich einige Überlegungen:
- Der Begriff Zeile hat mehrere gängige Synonyme (z. B. Datensatz, k-Tupel, n-Tupel, Vektor);
- für den Begriff Spalte gibt es mehrere gebräuchliche Synonyme (z. B. Feld, Parameter, Eigenschaft, Attribut);
- eine Spalte wird normalerweise durch einen Namen identifiziert;
- ein Spaltenname kann aus einem Wort, einer Phrase oder einem numerischen Index bestehen;
- der Schnittpunkt zwischen einer Zeile und einer Spalte wird als Zelle bezeichnet.

Die Elemente einer Tabelle können auf viele verschiedene Arten gruppiert, segmentiert oder angeordnet und sogar rekursiv verschachtelt werden. Zusätzlich kann eine Tabelle Metadaten, Anmerkungen, eine Kopfzeile, eine Fußzeile oder andere zusätzliche Merkmale enthalten.

### Einfache Tabelle
Die folgende Tabelle zeigt eine einfache Tabelle mit drei Spalten und fünf Zeilen. Die erste Zeile wird nicht gezählt, da sie nur zur Anzeige der Spaltennamen dient. Sie wird als Kopfzeile bezeichnet.
| Vorname | Nachname   | Alter |
| ------- | ---------- | ----- |
| Tim     | Wagner     | 33    |
| Antonia | Sommer     | 14    |
| Max     | Mustermann | 19    |
| Henry   | Doe        | 78    |
| Martin  | Meier      | 23    |

### Mehrdimensionale Tabelle
Jede einfache Tabelle kann als mehrdimensionale Tabelle dargestellt werden, indem man die Datenwerte in geordnete Hierarchien normalisiert. Ein gängiges Beispiel für eine solche Tabelle ist eine Multiplikationstabelle.
| x | 1 | 2 | 3 |
| - | - | - | - |
| 1 | 1 | 2 | 3 |
| 2 | 2 | 4 | 6 |
| 3 | 3 | 6 | 9 |

In mehrdimensionalen Tabellen steht jede Zelle im Tabellenkörper (und der Wert dieser Zelle) in Beziehung zu den Werten am Anfang der Spalte (d. h. der Kopfzeile), der Zeile und anderer Strukturen in komplexeren Tabellen. Es handelt sich um eine injektive Beziehung: Jede Kombination der Werte der Kopfzeile und der Kopfspalte ist mit einer eindeutigen Zelle in der Tabelle verbunden:
- Spalte 1 und Zeile 1 entsprechen nur der Zelle (1,1);
- Spalte 1 und Zeile 2 entsprechen nur der Zelle (2,1) usw.

|           | Augenfarbe | Augenfarbe | Augenfarbe | Augenfarbe |       |
| Haarfarbe | Braun      | Blau       | Grau       | Grün       | Summe |
| --------- | ---------- | ---------- | ---------- | ---------- | ----- |
| Braun     | 119        | 84         | 54         | 29         | 286   |
| Blond     | 7          | 94         | 10         | 16         | 127   |
| Schwarz   | 68         | 20         | 15         | 5          | 108   |
| Rot       | 26         | 17         | 14         | 14         | 71    |
| Summe     | 220        | 215        | 93         | 64         | 592   |

|           | Augenfarbe | Augenfarbe | Augenfarbe | Augenfarbe |       |
| Haarfarbe | Braun      | Blau       | Grau       | Grün       | Summe |
| --------- | ---------- | ---------- | ---------- | ---------- | ----- |
| Braun     | 42 %       | 29 %       | 19 %       | 10 %       | 100 % |
| Blond     | 5 %        | 74 %       | 8 %        | 13 %       | 100 % |
| Schwarz   | 63 %       | 18 %       | 14 %       | 5 %        | 100 % |
| Rot       | 36 %       | 24 %       | 20 %       | 20 %       | 100 % |
| Gesamt    | 37 %       | 36 %       | 16 %       | 11 %       | 100 % |

## Visualisierung

### Mit einer Heatmap

Tabelle 1 mit Grauwerten für die entsprechenden Häufigkeiten: Je dunkler, desto öfter kommt die Kombination vor.

Es gibt verschiedene Möglichkeiten, Tabellen mit numerischen Werten auch grafisch darzustellen. Eine Möglichkeit ist, die numerischen Einträge durch Symbole oder Farben zu ersetzen.
In der Abbildung sind die Häufigkeiten in Tabelle 1 durch Rechtecke mit entsprechenden Graustufen ersetzt worden. Je dunkler ein Rechteck erscheint, desto öfter ist die entsprechende Merkmalskombination bei den 592 Statistikstudenten aufgetreten. Die Kombination braune Augen und Haare ist also am häufigsten aufgetreten, die Kombinationen grüne Augen und schwarze Haare bzw. braune Augen und blonde Haare am seltensten.

### Mit einem Mosaikplot

Tabelle 1 und 2 mit Hilfe eines Mosaikplots visualisiert

Da Tabelle 1 und 2 absolute bzw. bedingte Häufigkeiten darstellen, können sie auch in einem sog. Mosaikplot dargestellt werden. Die Höhe jedes Rechteckes wird durch den relativen Anteil der entsprechenden Haarfarbe bestimmt. Für die Haarfarbe Braun ergibt sich also {\displaystyle 286/592\approx 48\,\%}, d. h., die Rechtecke in der 1. Zeile haben eine Höhe von ca. 48 % der Gesamthöhe der Grafik. Die Breite der Rechtecke ergibt sich aus den bedingten Häufigkeiten in Tabelle 2. Das Rechteck für braune Haare und braune Augen hat also eine Breite von 42 % der Gesamtbreite der Grafik. Die Anteile der Fläche für eine Merkmalskombination an der Gesamtfläche entspricht genau dem Anteil dieser Merkmalskombination. Die Fläche für das braune Rechteck entspricht also {\displaystyle 48\,\%\cdot 42\,\%\approx 20\,\%}, d. h. ca. einem Fünftel der Gesamtfläche.